# Pfänder
De Pfänder is de 1064 meter hoge huisberg van Bregenz in de Oostenrijkse deelstaat Vorarlberg. Vanaf de top is er een weids uitzicht over het Bodenmeer en over 240 alpentoppen.
Bij helder weer kan het uitzicht reiken over de Allgäuer en Lechtaler Alpen, in het oosten over het Bregenzerwald richting de steile toppen van het Arlberggebied en de Silvretta, en in het zuiden over de Rätikon tot in de Zwitserse Alpen. Naar het westen toe reikt de blik tot de uitlopers van het Zwarte Woud.
De Pfänder is sinds 1929 door middel van een kabelbaan vanuit Bregenz te bereiken. De berg is sinds 1980 ondertunneld.